# We Sold Our Soul for Rock 'n' Roll
We Sold Our Soul for Rock 'n' Roll är ett samlingsalbum av den brittiska heavy metalgruppen Black Sabbath, som innehåller några av spåren från gruppens sex första album. Albumet gavs ut i Storbritannien den 1 december 1975 och i USA i februari 1976.

## Låtista
Alla låtar är skrivna av Geezer Butler, Tony Iommi, Ozzy Osbourne och Bill Ward, om inget annat anges.

### Sida A
1. "Black Sabbath" - 6:21
2. "The Wizard" - 4:23
3. "Warning" (Aynsley Dunbar/Alex Dmochowski/Simon Hickling/Jon Moreshed) - 10:32
4. "Paranoid" - 2:50
5. "War Pigs" - 7:57
6. "Iron Man" - 5:57

### Sida B
1. "Tomorrow's Dream" - 3:12
2. "Fairies Wear Boots" - 6:16
3. "Changes" - 4:43
4. "Sweet Leaf" - 5:05
5. "Children of the Grave" - 5:17
6. "Sabbath Bloody Sabbath" - 5:45
7. "Am I Going Insane (Radio)" - 4:16
8. "Laguna Sunrise" - 2:52
9. "Snowblind" - 5:30
10. "N.I.B." - 5:25

## Album som låtarna är tagna från
- 1970 - Black Sabbath (Sida A: 1-3; Sida B: 10)
- 1970 - Paranoid (Sida A: 4-6; Sida B: 2)
- 1971 - Master of Reality (Sida B: 4, 5)
- 1972 - Vol. 4 (Sida B: 1, 3, 8, 9)
- 1973 - Sabbath Bloody Sabbath (Sida B: 6)
- 1975 - Sabotage (Sida B: 7)